# Museo Interactivo de Xalapa
El Museo Interactivo de Xalapa fue un centro cultural con exposición científica y tecnológica. Fue diseñado por el arquitecto Francisco López-Guerra Almada e inaugurado el 12 de noviembre de 1992. Contaba con nueve salas de exhibición incluyendo una pantalla IMAX para proyección de películas de gran formato. Fue cerrado por falta de presupuesto de mantenimiento en 2019.